# Only a Fool
«Only a Fool» (укр. Тільки дурепа) – третій сингл норвезької поп-співачки Маріт Ларсен, випущений з її дебютного альбому Under the Surface. Композиція пробула два тижні в Норвезькому чарті синглів і є лише радіо-релізом. Її можна було придбати тільки в Інтернеті.

## Чарти
| Чарт (2006-2010)            | Найвища позиція |
| --------------------------- | --------------- |
| Норвезький чарт синглів     | 14              |
| Норвезький радіо-чарт       | 3               |
| Люксембурзький чарт синглів | 4               |
| Шведський чарт синглів      | 6               |